# Єрмолина
Єрмо́лина (рос. Ермолина) — присілок у складі Слободо-Туринського району Свердловської області. Входить до складу Усть-Ніцинського сільського поселення.
Населення — 50 осіб (2010, 45 у 2002).
Національний склад населення станом на 2002 рік: росіяни — 94 %.